# Elaeocarpus argenteus
Elaeocarpus argenteus är en tvåhjärtbladig växtart som beskrevs av Merrill. Elaeocarpus argenteus ingår i släktet Elaeocarpus och familjen Elaeocarpaceae.

## Underarter
Arten delas in i följande underarter:
- E. a. cuernosensis
- E. a. elmeri
- E. a. gitingensis